# Diocese de Gregorio de Laferrere

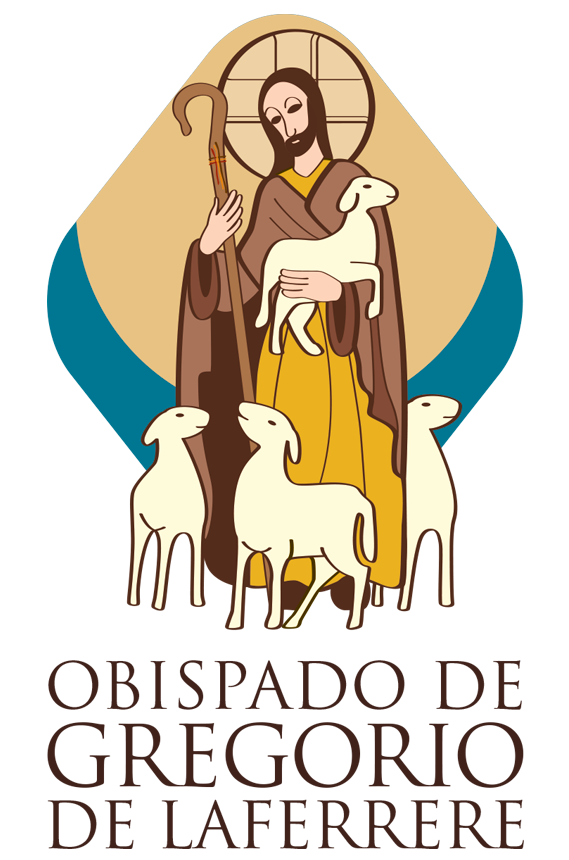

A Diocese de Gregorio de Laferrere (em latim: Dioecesis Gregorii de Laferrere) é uma diocese localizada na cidade de Gregorio de Laferrere, pertencente á Arquidiocese de Buenos Aires na Argentina. Foi fundada em 25 de novembro de 2000 por São João Paulo II. Com uma população católica de 721.840 habitantes, sendo 90,3% da população total, possui 30 paróquias com dados de 2017.

## Lista de bispos
A seguir uma lista de bispos desde a criação da diocese. 
|        | Nome                          | Período    | Notas                     |
| Bispos | Bispos                        | Bispos     | Bispos                    |
| ------ | ----------------------------- | ---------- | ------------------------- |
| 3º     | Jorge Martín Torres Carbonell | 2020-atual |                           |
| 2º     | Gabriel Bernardo Barba        | 2014–2020  | Nomeado Bispo de San Luis |
| 1º     | Juan Horacio Suárez           | 2000−2013  |                           |